# Varaždinske toplice (zdravilišče)
Koordinati:   46°12′29″N, 16°25′17″E
Varaždinske toplice je zdravilišče v Varaždinski županiji na Hrvaškem.
Zdraviliščem leži v kraju Varaždinske Toplice na nadmorski višini okoli 230 mnm, med gozdnato Topliško goro in planino Kalnik (643 mnm) nedaleč stran od avtoceste Zagreb-Budimpešta. Zdravilišče je od Varaždina oddaljeno okoli 16 km. Podnebje je zmerno kontinentalno; topla poletja, snegovite zime, toplejše jeseni kot pomladi.
Naravno zdravilno sredstvo v termah so žveplene, zemnoalkalne, rahlo radioaktivne hiperterme s temperaturo vode do 58ºC in zdravilno blato.

## Zdravljenje
Pri zdravljenju in rehabilitaciji se uporabljajo kopeli v banjah ali bazenih z zdravilno vodo, blatne obloge, izvaja se medicinska telovadba, elektroterapija in vse vrste masaž ter razni preventivni programi pod nadzorom zdravnikov in drugega strokovnega osebja. Termalna voda je posebno koristna pri zdravljenju raznih revmatskih in nevroloških bolezni, ortopedskih okvarah in rehabilitaciji posttravmatičnih stanj lokomotorne sestave. Toplice pa niso primerne za bolnike s težjimi srčnimi okvarami.